# Staré Heřminovy
Staré Heřminovy là một làng thuộc huyện Bruntál, vùng Moravskoslezský, Cộng hòa Séc.